# I Like Chopin
I Like Chopin ist ein Lied des italienischen Sängers Gazebo, das 1983 aus dessen nach ihm selbst benannten Album als Single bei Baby Records erschien. Die Musik wurde von Pierluigi Giombini komponiert, der Text stammt von Gazebo selbst. Der Song erreichte in verschiedenen europäischen Charts Platz eins.

## Musik und Text
Musikalisch werden wiederkehrende Klavierthemen in den mit Synthesizern gespielten Disco-Song eingewoben, allerdings ohne Motive des im Titel erwähnten polnischen Komponisten Chopin. Gazebo äußerte zu dem Text:

„(...) was den Songtext betrifft, er soll eine Atmosphäre, eine Stimmung wecken. Ich wollte Chopin und seine Geliebte George Sand zeichnen, eine starke, leidenschaftliche Dame und berühmte Schriftstellerin jener Zeit. Sie gehen in einem Park spazieren, wie in einer Malerei von Renoir. Sie waren zwar verschieden, aber ihre Liebe war so intensiv und wahr.“

## Veröffentlichung und Rezeption
Der Song wurde am 9. September 1983 als Single veröffentlicht und erreichte in verschiedenen europäischen Charts Platz eins, darunter Deutschland, Österreich und der Schweiz. Auch im Heimatland Italien kam das Stück auf Platz eins. Den Auszeichnungen zufolge verkaufte sich die Single in Deutschland mindestens 250.000 Mal.
Das Stück erschien auch in einer 7:40 Minuten langen 12″-Version („Discomix“). Es existieren auch verschiedene Instrumentalversionen: Die B-Seite der 12″-Single enthielt eine 7:55 Minuten lange Instrumentalversion. Auch die B-Seite der 7″-Single enthielt eine Instrumentalversion. 1991 erschien eine Long Version des Stücks.
Gazebo führte den Song am 17. Dezember 1983 bei Thommys Pop Show extra in der Westfalenhalle Dortmund vor einem internationalen Publikum auf. Moderator Thomas Gottschalk spielte bei dem Auftritt – mit Playback – kurzzeitig das Klavier.
| Jahr | Titel Album          | Höchstplatzierung, Gesamtwochen, AuszeichnungChartplatzierungen (Jahr, Titel, Album, Platzierungen, Wochen, Auszeichnungen, Anmerkungen) | Höchstplatzierung, Gesamtwochen, AuszeichnungChartplatzierungen (Jahr, Titel, Album, Platzierungen, Wochen, Auszeichnungen, Anmerkungen) | Höchstplatzierung, Gesamtwochen, AuszeichnungChartplatzierungen (Jahr, Titel, Album, Platzierungen, Wochen, Auszeichnungen, Anmerkungen) | Höchstplatzierung, Gesamtwochen, AuszeichnungChartplatzierungen (Jahr, Titel, Album, Platzierungen, Wochen, Auszeichnungen, Anmerkungen) | Anmerkungen         |
| Jahr | Titel Album          | DE | AT | CH | IT | Anmerkungen         |
| ---- | -------------------- | --- | --- | --- | --- | ------------------- |
| 1983 | I Like Chopin Gazebo | DE1 Gold · (27 Wo.)DE | AT1 (20 Wo.)AT | CH1 (18 Wo.)CH | IT1 (26 Wo.)IT | Verkäufe: + 250.000 |

## Musikvideo
Das Musikvideo wurde an einem Sommertag in einem Haus in Essex, Vereinigtes Königreich, aufgenommen. Der Sänger wird bei einer dort stattfindenden Feier tanzend und flirtend gezeigt. Er gerät in ein Eifersuchtsdrama und wird am Ende des Videos fälschlich des Mordes bezichtigt und festgenommen.